# 可乐裸眼蜥属
可乐裸眼蜥属（学名：Colobosaura）是裸眼蜥科的一属。

## 下属物种
本属包括以下物种：
- Colobosaura kraepelini (Werner, 1910)[2]
- Colobosaura modesta (Reinhardt & Lütken, 1862)